# غریبه‌ها در شب (فیلم)
غریبه‌ها در شب (انگلیسی: Strangers in the Night) فیلمی در ژانر جنایی به کارگردانی آنتونی مان است که در سال ۱۹۴۴ منتشر شد. از بازیگران آن می‌توان به ویرجینیا گری، چارلز سالیوان و ایدیت برت اشاره کرد.